# Ryajenka
La ryajenka  (ukrainien : ряжaнка, russe : ряженка) est une boisson lactée fermentée, originaire des pays slaves orientaux (Biélorussie, Russie, Ukraine). Le lait est fermenté à plus de 40°C à l'aide de Streptococcus thermophilus. Le résultat est une boisson au goût agréablement aigre et à la couleur légèrement brunâtre. Parfois, du sucre caramel est ajouté. 